# Kleiner münsterländer
En Kleiner Münsterländer er en tysk jagthund af gruppen af stående hunde i mellemstørrelse.

## Historie
Den oprindelige udvikling af racen Kleiner Münsterländer er foregået i al ubemærkethed engang midt i det 19. århundrede. Efter ændringerne i den tyske jagtlov, med det stigende antal jægere og jagtinteresserede og med henblik på systematisk pleje af vildtbestanden, begyndte opdrættet af nye, tyske stående jagthunde. Der er beretninger om, at langhårede "vagtelhunde" (tyske spaniels) omkring 1870 var velkendte i Münsterland-området. Disse hunde havde en fast stand, havde fremragende sporsans og kunne tilmed apportere.
I året 1906 tog hededigteren Hermann Löns sig af sagen: Han satte en offentlig opfordring i bladet "Unser Wachtelhund" og bad om at få meldinger om endnu eksisterende eksemplarer af den røde Hanoveranske Hedebracke. Imidlertid opdagede han og hans brødre i stedet en stående vagtelhund på gårdene, den såkaldte "Heidewachtel". Ud over brødrene Löns bestræbte også andre velkendte hundefolk, som f.eks. Baron von Bevervörde-Lohburg, sig for at skabe en rimelig bestand til avl også i andre områder. Hr Heitmann, en lærer fra Burgsteinfort, var den første, der opnåede succes med sin linieavl. Mange andre avlslinier af den såkaldte "Dorsten type" dukkede op i Westfalen i de følgende år.
Den 17. marts 1912 blev "Verband für Kleine Münsterländer Vorstehhunde" endelig grundlagt. Klubben udtrykte dengang sit formål således: "Klubben har til formål at fremme racerenhed og seriøst opdræt af den langhårede, lille, stående jagthund, som er blevet opdrættet i Münsterland gennem årtier." På den tid hæmmede manglen på fastlagte karakteristika for racen både avlsarbejdet og klubbens virke, men fra 1921 fulgte opdrætterne omsider den racestandard, der var opstillet af dr. Friedrich Jungklaus. Der er dog intet endegyldigt bevis for oprindelsen af den tids hunde.

Højde: 50 – 56 cm

Vægt: 15 – 25 kg

Temperament:

Kleiner Münsterländer en vandglad, aktiv og kærlig hund med et fantastisk jagttalent.

Pels pleje:

Kleiner Münsterländer skal ikke have meget pelspleje. 

## Ekstern henvisning
- (dE) Internationale Gemeinschaft der Kleinen Münsterländer-Freunde e.V.(IGKlM-Freunde e. V.) Arkiveret 31. oktober 2020 hos  Wayback Machine